# Женевско езеро
Женевското езеро (на френски: Lac Léman, Lac de Genève; на немски: Genfersee) е второто по големина езеро в Централна Европа след Балатон и най-голямото в Швейцария (кантони Вале, Женева и Во), Франция (департамент Горна Савоя) и Алпите. Площ 580,03 km² (348,4 km² в Швейцария, 234 km² във Франция), обем 89,9 km³, максимална дълбочина 310 m.

## Географска характеристика
Женевското езеро е разположено на границата меду Швейцария и Франция, в югозападния край на Швейцарското плато и заема междупланинска падина между Савойските и Бернските Алпи на юг и изток и планината Юра на северозапад. По произход представлява краен басейн на един от ръкавите на плейстоценския Ронски ледник. Има форма на изпъкнал на север полумесец и условно се дели на две обособени части: на изток Голямо езеро (Grand Lac), а на запад Малко езеро (Petit Lac). Покрай западните и северозападните му брегове са разположени хълмистите предпланински части на планината Юра, а на изток бреговете му са предимно скалисти и почти плътно достигат до него, като остава тясна брегова ивица. Дължина от запад на изток 72,3 km и максимална ширина от север на юг 13,8 km. Има слабо разчленена брегова линия с дължина 200 km. През него протича река Рона, която се влива в югоизточната му част при град Бувре, а изтича от югозападния му ъгъл при град Женева. Освен Рона в него се вливат още няколко десетки реки, по-големите от които са Версуа, Обон, Венож, Ла Вевез, Дранс и Редон.
Водосборният басейн на Женевското обхваща площ от 7395 km³, като 4/5 от него се намира на швейцарска територия. Намира се на 372 m н.в. Оттокът му се регулира чрез изградена преградна стена при изтичането на Рона от него. Болшинството от вливащите се в него реки имат алпийски хидроложки режим, получават голяма част от водите си от топенето на снеговете и ледниците, поради което през лятото нивото му е по-високо от това през зимата, средно с 1 m. Температурата на водата на повърхността през лятото е от 19 до 24°С, а през зимата 4 – 5°С. Не замръзва.

## Стопанско значение, селища
През годините езерото е изследвано с 4 подводници, 2 от които са построени от Жак Пикар. То е много живописно, климатът по крайбрежието му е мек през зимата и топъл през лятото. По бреговете му са изградени множество почивни, спортни и туристически бази. Има местно корабоплаване. Бреговете му са гъсто заселени и тук са разположени множество населени места, като най-големи са градовете: в Швейцария – Женева, Нион, Лозана, Монтрьо, Вьове; във Франция – Тонон, Евиан и известното средновековно селище Ивоар.